# Liste von Wikinger-Filmen und -Serien
Diese Liste führt Filme und Serien, die Wikinger als Thema haben auf:

## 1920er Jahre
- 1928: Die Teufel der Nordsee (The Viking)

## 1950er Jahre
- 1954: Prinz Eisenherz (Prince Valiant)
- 1957: The Viking Woman and the Sea Serpent
- 1958: Die Wikinger (The Vikings), US-Film, mit Kirk Douglas und Tony Curtis

## 1960er Jahre
- 1961: Der letzte Wikinger (L’ultimo dei Vikinghi)
- 1961: Die Tataren (I tartari / The Tartars) – Angesiedelte Wikinger in Russland
- 1961: Die Rache der Wikinger (Gli invasori)
- 1962: Die Normannen (I normanni) – Angesiedelte Wikinger in England
- 1964: Raubzug der Wikinger (The Long Ships), mit Richard Widmark
- 1965: Die Normannen kommen (The War Lord) – Christliche normannische Ritter im Kampf gegen heidnische Friesen
- 1965: Die Rückkehr des Gefürchteten (Erik il vichingo)
- 1967: Königin der Wikinger (The Viking Queen) – Britische Kelten kämpfen in der Antike gegen das Römische Reich
- 1967: Hagbard und Signe (Den røde kappe)
- 1969: Alfred der Große – Bezwinger der Wikinger (Alfred the Great)

## 1970er Jahre
- 1971: Tarkan: Viking Kani, türkischer Film
- 1978: Die Nordmänner (The Norseman)

## 1980er Jahre
- 1984: Der Flug des Raben (Hrafninn flýgur)
- 1986: Walhalla (Valhalla), dänischer Zeichentrickfilm
- 1987: Pathfinder (Ofelaš)
- 1988: Der Schatten des Raben (Í skugga hrafnsins)
- 1989: Erik der Wikinger (Erik the Viking), von Terry Jones, mit Tim Robbins und John Cleese

## 1990er Jahre
- 1995: The Viking Sagas
- 1997: Prinz Eisenherz (Prince Valiant)
- 1999: Der 13te Krieger (The 13th Warrior)

## 2000er Jahre
- 2003: Die Wikinger – Angriff der Nordmänner (Stara baśń. Kiedy słońce było bogiem)
- 2005: Beowulf & Grendel, mit Gerard Butler
- 2006: Asterix und die Wikinger (Astérix et les Vikings)
- 2007: Die Legende von Beowulf (Beowulf) von Robert Zemeckis, mit Angelina Jolie und Anthony Hopkins
- 2007: Grendel von Nick Lyon, mit Chris Bruno und Marina Sirtis
- 2007: Pathfinder – Fährte des Kriegers (Pathfinder)
- 2008: Outlander
- 2009: Walhalla Rising (Valhalla Rising)
- 2009: Wickie und die starken Männer

## 2010er Jahre
- 2010: Drachenzähmen leicht gemacht (How to Train Your Dragon)
- 2011: Wickie auf großer Fahrt
- 2012: Escape – Vermächtnis der Wikinger (Flukt)
- 2013: Drachenkrieger – Das Geheimnis der Wikinger (Gåten Ragnarok)
- 2013–2020: Vikings (Fernsehserie)
- 2014: Drachenzähmen leicht gemacht 2 (How to Train Your Dragon 2)
- 2014: Northmen – A Viking Saga
- seit 2015: The Last Kingdom (Fernsehserie)
- 2016: The Last King – Der Erbe des Königs (Birkebeinerne)
- 2016: Viking Legacy
- 2016–2017;2020: Norsemen
- 2016: Viking (Викинг)
- 2019: Drachenzähmen leicht gemacht 3: Die geheime Welt (How to Train Your Dragon: The Hidden World)
- 2019: The Huntress: Rune of the Dead
- seit 2019: Beforeigners

## 2020er Jahre
- 2022: The Northman